# سكوت رانكين
سكوت رانكين (بالإنجليزية: Scott Rankin)‏ هو مخرج أسترالي، ولد في 1959.